# Andreu Costafreda Montoliu
Andreu Costafreda Montoliu (Alfarràs, Segrià, 1909 - 5 de maig de 1998) fou un empresari català.

## Biografia
Pertanyia a una família de moliners. Es quedà orfe de pare el 1914 quan aquest va morir electrocutat en un molí elèctric a Tamarit de Llitera. La seva mare marxà a Lleida a treballar com a minyona i ell mateix començà a treballar al molí el 1921. El 1928 es traslladà a Barcelona, on va obrir un forn de pa amb la seva mare i la seva germana. Amb els anys anà ampliant el negoci i el 1952 esdevindria Costafreda y Sugarline, empresa que produïa additius per al pa.
El 1962, després d'un viatge als Estats Units, portà la popularitat del dònuts al mercat estatal. L'empresari Costafreda creà la Donut Corporation per a la fabricació i comercialització d'un producte anomenat Donuts, un nom genèric convertit en marca registrada, fet que ha originat diverses demandes judicials. El mateix 1962 Costafreda, juntament amb la família Rivera i amb un capital inicial de 2.400 €, fundà l'empresa Panrico (Panificio Rivera Costafreda) per a la fabricació de Donuts, i palets de pa Grisines, als quals més endavant s'afegirien productes tan populars com Bollycao i Donettes.
En els anys 1970 es constituí en Grup Panrico i assolí el lideratge del mercat panificador, amb el llançament dels productes donettes i bollycao, productes adaptats als hàbits de consum propis de nens i adolescents. A la fi d'aquesta dècada, en 1978 s'instal·la la primera fàbrica de pa de motlle a Madrid, per a abastir aquest mercat creixent sota la marca Panrico. El 1984 s'expandiren a Portugal, a les ciutats de Sintra i Porto, i el 1997 a la Xina. El 1997 va rebre la Creu de Sant Jordi. També va rebre la Medalla al treball President Macià.

## Obres
- La escuela de la vida (1995)
- Memorias de un hombre de acción (1990)